# طنطل
 طنطل هو شخصيَّة خُرافيَّة ضاربة في التراث الشعبي العراقي، يتماثل مع كائن خرافي آخر يُسمى «السعلوَّة». يمتلك القدرة على تغيير شكله من هيئة إلى أخرى. ولتعدد أشكاله وأقنعته فهو يوصف بأنَّه هيولى أي لا صورة له في ذاته وليس مُحددًا بسيماء، ولا يُحسُّ ولا يُلمس وليس ظاهرًا ولا مُستترًا إنَّما موجود في كل شيء، لذلك يصفه الخيال الشعبي بأنَّه طويل حيث رأسه يناطح السماء وقدماه على الأرض، ويوصف أيضًا بأنَّه قزم كريه وقبيح الشكل غالبًا ما يأتي في الليل ليجلس على منكبي الشخص ويحاول خنقه أثناء النوم.

## جذورها
يعتقد بعض الباحثين أن جذور هذه الشخصية تعود إلى أسطورة حفيظ والتي تناقلتها الأجيال في جنوب العراق، حيث تقول: في قديم الزمان كانت هناك مملكتان كبيرتان في جنوب وادي الرافدين هما مملكتا ”العكر، أبو شذر وأخيهما احفيظ “ وقد ازدهرت الحياة فيهما، فبنوا المدن والمعابد المقوّسة والمزخرفة وأحاطوها بالأسيجة ”المسنايات “ حفاظا عليها من الفيضان واهتموا بزراعة بساتين النخيل والفاكهة حتى أصبحت ”جنة الله على الأرض “ ولكنهم تجبروا وكفروا وخرجوا عن طاعة الإله فغضب عليهم وقلب مدنهم بالزلزال وأغرقهم بال طوفان وأصبحت هذه المدن الآن رُكاماً أثريا والتي تسمى اليوم ”الأشن“ ثم أنزل الطناطل والجن لتحرسها ومن هذه الأشن ”العكر، أبو شذر، احفيظ، الواجف، وغيرها“ وهذه الأسطورة تشبه لحد ما ملحمة كلكامش وقصة الطوفان قبل خمسة آلاف سنة، ويؤيد ذلك الرحالة البريطاني كافن يونغ في كتابه”العودة إلى الأهوار، صفحة 40 “ حيث يقول: هناك قصص كثيرة تروى عن الطناطل حول نيران المساء ويقال أنها تحرس كنزا غامضا عن جزيرة أخفتها بالسحر عن عيون البشر. ويقصد بذلك الكنز الذهبي الذي يحرسه طنطل احفيظ في عمق الأهوار الوسطى. وتتخذ الطناطل أسمائها من أسماء الأهوار والأشن والكواهين مثل طنطل أبو اغريب، طنطل أم العبيد، طنطل أبو اسميچ، طنطل داور، طنطل صلين، ويشرف احفيظ على عشرات الطناطل في الأهوار وله السيطرة التامة عليها.

## صفات الطنطل
الطنطل شخصية غير محددة الجنس أو الشكل مع قدرة هائلة على التواجد في مختلف الأماكن. تملك قدرات خارقة يمكنها أن تتسبب بالعاهات أو الإعاقات أو الجنون عند رؤيتها أو عند اصطدامها بالبشر. وبعض الطناطل أليفة وقادرة على بناء علاقات مع البشر، إذا ما قدموا لها خبز الأرز المشوي دون ملح أو "ماصخ" كما يُسمى باللهجة العراقية. ورغم قوتها الخارقة، تفرّ ما أن يُشهر بوجهها أي شيء مصنوع من الحديد. وطنطل الأهوار يختلف اختلافا كلّيا عما موجود منه في المدن والأزقّة المظلمة والمقابر والصحاري ففي الأهوار يكون شرسا ومؤذيا ويقطع الطرق على الصيادين والمسافرين بين قرية عائمة وأخرى ويسيطر على مساحات واسعة ويحرم وصول البشر إليها لذلك تتكاثر الأسماك والطيور فيها وتتشابك غابات قصبها. والطناطل دائما تسكن الأهوار البعيدة والأشن والممرات المائية ”كواهين“ وتهاجم الإنسان إذا كان بمفرده وتطلق أصواتا غريبة وتبدل أحجامها وأشكالها بأية لحظة لتثير الرعب في نفوس المسافرين.

## في التراث الشعبي
طنطل، الجمع طناطل، اسم مرعب ومخيف يهابه سكان الأهوار. ويستخدم لتخويف الأطفال، فعندما لا ينام الطفل ليلا ولسبب ما فما على أمه إلّا تهديده به ”نام أچاك الطنطل“ حتى يصاب بالذعر ويخلد إلى النوم. وهناك عشرات القصص يرويها سكان الأهوار في مضايفهم ودواوينهم. وهي دائما قصص مخيفة ومنها قصة ”احفيظ“ الجبار والذي لا تستطيع أية قوة في هذا الكون قهره، أو طنطل ”أم العبيد“ في أهوار المجر الكبير وهو على هيئة عبد أسود.
والطنطل يُعد رمز الشجاعة والبطولة لدى عرب الأهوار فقد جاء في أهازيجهم ”احفيظ الشافك ماتت جنحانه“ وفي الأمثال الشعبية ”جنك طنطل أبو اسميچ“ وللإنسان الملثّم وصاحب المنظر المخيف ”چنك طنطل“ أو ”قابل أنه طنطل آكل ماصخ“ والكثير من ذلك في الموروث الشعبي وبعد المد الحضاري وتطوّر المجتمع الأهواري وكذلك بعد تجفيف الأهوار عام 1992 انتهت تقريبا معظم هذه الأساطير والخُرافات ولكنها تبقى متعلقة بالموروث الشعبي لجنوب العراق مثل ”عبد الشط، السعلوه، الطنطل، عوج ابن عناق“.